# Petrarca Rugby 2012-2013
Questa voce raccoglie le informazioni riguardanti il Petrarca Rugby nelle competizioni ufficiali della stagione 2012-2013.

## Stagione
La stagione 2012-2013 viene affrontata dal club con diverse novità di rilievo, prima fra tutte il cambio della guida tecnica. La vecchia gloria del Petrarca Pasquale Presutti si accasa con le Fiamme Oro e lascia la panchina a Andrea Moretti, reduce dall'esperienza come assistente allenatore degli Aironi in Celtic League. Lo affianca come allenatore in seconda l'ex petrarchino ed ex nazionale Rocco Salvan, che come primo allenatore aveva riportato nel massimo campionato le Fiamme Oro con due promozioni negli ultimi tre anni.
La rosa della squadra viene ringiovanita con elementi ritenuti di sicuro avvenire, l'età media della rosa è di 25,2 anni e 11 dei 22 giocatori provengono dal vivaio padovano. Arrivano la seconda linea australiana Phil Mathers dal club australiano Waratahs di Super Rugby, il pilone ceco-argentino Jose Novak, osservato speciale della federazione argentina, ed il tallonatore italo-argentino Bruno Mercanti, proveniente dalla prima divisione spagnola. Per motivi di ingaggio viene invece ceduto l'estremo-ala inglese Warren Spragg, uno dei protagonisti dello scudetto del 2011.
Il campionato si preannuncia più difficile del precedente, con lo scioglimento degli stessi Aironi ritorna in Eccellenza il Viadana, che diventa una delle favorite per la vittoria finale assieme al Mogliano, autore di una campagna acquisti definita sontuosa. Il quinto posto nel campionato precedente ha estromesso dalla European Challenge Cup 2012-2013 il Petrarca, che per la nuova stagione si presenta quindi nelle sole competizioni nazionali.

### Campionato
Come nella stagione precedente, a giocarsi il quarto posto utile per l'accesso ai play-off sono il Petrarca, il Mogliano e il Rovigo. Il testa a testa fra le tre squadre si risolve alla penultima giornata: con il Rovigo ormai staccato, la sconfitta del Petrarca di misura a Viadana (16-15) e la concomitante vittoria del Mogliano con I Cavalieri decretano il quinto posto e l'eliminazione dei padovani. A nulla serve il successo all'ultima giornata sullo stesso Mogliano, che riuscirà poi a vincere i play-off sconfiggendo 16-11 in finale I Cavalieri a Prato, aggiudicandosi il primo scudetto della sua storia.

### Trofeo Eccellenza
Il Petrarca affronta il Trofeo Eccellenza nello stesso girone del Viadana, che batte due volte i padovani e li elimina chiudendo a punteggio pieno. Viadana riuscirà poi ad aggiudicarsi il trofeo sconfiggendo 25-21 sul proprio terreno la Lazio.